# Модена, Стефано
Сте́фано Мо́дена (итал. Stefano Modena, родился 12 мая 1963 года в Модене) — итальянский автогонщик, выступавший в Формуле-1.

## 1987: дебютная гонка заBrabham
Первым Гран-при Стефано стал финал 1987 сезона за команду Brabham (он заменял Риккардо Патрезе), где он сошёл с дистанции.

## 1988: Euro Brun Racing
Свой первый полный сезон Модена провёл в этой команде. Она была аутсайдером, и, естественно, никаких очков ни сам Стефано, ни его партнёр Оскар Ларраури, не набрали.

## 1989-1990:Brabham
B 1989 году Стефано Модена вернулся в Brabham. На Гран-при Монако итальянец взял первые очки и первый подиум в своей карьере. Однако это были единственные очки Модены за сезон. 1990 сезон стал менее результативным (единственные очки - на Гран-при США).

## 1991:Tyrrell
Перейдя в Tyrrell, Стефано стал выступать более успешно. Он занял 8 место в сезоне, в то время как его партнёр Сатору Накадзима - лишь 15, трижды финишировал в очках, а на Гран-при Канады финишировал вторым - лучший результат в карьере.

## 1992: последний сезон заJordan
Последний сезон результатов не принёс. Единственное очко в финале сезона, на Гран-при Австралии было единственным очком Jordan’a в этом сезоне.

## Полная таблица результатов
| Легенда к таблице |                                                                    |
| --- | ------------------------------------------------------------------ |
| В таблице перечислены результаты всех Гран-при Формулы-1, в которых принимал участие гонщик. Строками таблицы являются сезоны, столбцами — этапы чемпионата мира. В каждой клетке указаны сокращённое название этапа и результат, дополнительно обозначенный цветом. Расшифровка обозначений и цветов представлена в нижеследующей таблице. |                                                                    |
| \| Пример \| Описание \| \| ------------ \| ------------------------------------------------------------------ \| \| 1 \| Победитель \| \| 2 \| Второе место \| \| 3 \| Третье место \| \| 5 \| Финишировал, заработав очки \| \| Сход \| Не финишировал, но при этом заработал очки \| \| 12 \| Финишировал, не получив очков \| \| НКЛ \| Финишировал, но не попал в финальную классификацию \| \| 15 \| Участвовал вне зачёта, либо по отдельной классификации \| \| 18 \| Не финишировал, но попал в финальную классификацию \| \| Сход \| Не финишировал \| \| НКВ \| Не прошёл квалификацию \| \| НПКВ \| Не прошёл предквалификацию \| \| ДСК \| Дисквалифицирован \| \| ИСК \| Исключён из протокола соревнований \| \| ТТ \| Заявлен для участия только в тренировках \| \| НС \| Участвовал в квалификации, но не стартовал в гонке \| \| Т \| Травмирован или болен \| \| ОТК \| Отказ от участия \| \| НТР \| Прибыл на соревнования, но на трассу не выезжал \| \| НПР \| Был заявлен в числе участников, но не прибыл к началу соревнований \| \| О \| Соревнования отменены \| \| \| Не участвовал \| \| Поул-позиция \| \| \| Быстрый круг \| \| |                                                                    |
| Пример | Описание                                                           |
| 1 | Победитель                                                         |
| 2 | Второе место                                                       |
| 3 | Третье место                                                       |
| 5 | Финишировал, заработав очки                                        |
| Сход | Не финишировал, но при этом заработал очки                         |
| 12 | Финишировал, не получив очков                                      |
| НКЛ | Финишировал, но не попал в финальную классификацию                 |
| 15 | Участвовал вне зачёта, либо по отдельной классификации             |
| 18 | Не финишировал, но попал в финальную классификацию                 |
| Сход | Не финишировал                                                     |
| НКВ | Не прошёл квалификацию                                             |
| НПКВ | Не прошёл предквалификацию                                         |
| ДСК | Дисквалифицирован                                                  |
| ИСК | Исключён из протокола соревнований                                 |
| ТТ | Заявлен для участия только в тренировках                           |
| НС | Участвовал в квалификации, но не стартовал в гонке                 |
| Т | Травмирован или болен                                              |
| ОТК | Отказ от участия                                                   |
| НТР | Прибыл на соревнования, но на трассу не выезжал                    |
| НПР | Был заявлен в числе участников, но не прибыл к началу соревнований |
| О | Соревнования отменены                                              |
| | Не участвовал                                                      |
| Поул-позиция |                                                                    |
| Быстрый круг |                                                                    |

| Сезон | Команда                   | Шасси          | Двигатель                | Ш | 1        | 2        | 3        | 4        | 5        | 6        | 7        | 8        | 9        | 10       | 11       | 12       | 13       | 14       | 15       | 16       | Место | Очки |
| ----- | ------------------------- | -------------- | ------------------------ | - | -------- | -------- | -------- | -------- | -------- | -------- | -------- | -------- | -------- | -------- | -------- | -------- | -------- | -------- | -------- | -------- | ----- | ---- |
| 1987  | Motor Racing Developments | Brabham BT56   | BMW M12/13 1,5 L4T       | G | БРА      | САН      | БЕЛ      | МОН      | ДЕТ      | ФРА      | ВЕЛ      | ГЕР      | ВЕН      | АВТ      | ИТА      | ПОР      | ИСП      | МЕК      | ЯПО      | АВС Сход | —     | 0    |
| 1988  | EuroBrun Racing           | EuroBrun ER188 | Ford Cosworth DFZ 3,5 V8 | G | БРА Сход | САН НКЛ  | МОН ИСК  | МЕК ИСК  | КАН 12   | ДЕТ Сход | ФРА 14   | ВЕЛ 12   | ГЕР Сход | ВЕН 11   | БЕЛ НКВ  | ИТА НКВ  | ПОР НКВ  | ИСП 13   | ЯПО НКВ  | АВС Сход | 29    | 0    |
| 1989  | Motor Racing Developments | Brabham BT58   | Judd CV 3,5 V8           | P | БРА Сход | САН Сход | МОН 3    | МЕК 10   | США Сход | КАН Сход | ФРА Сход | ВЕЛ Сход | ГЕР Сход | ВЕН 11   | БЕЛ Сход | ИТА ИСК  | ПОР 14   | ИСП Сход | ЯПО Сход | АВС 8    | 17    | 4    |
| 1990  | Motor Racing Developments | Brabham BT58   | Judd CV 3,5 V8           | P | США 5    | БРА Сход |          |          |          |          |          |          |          |          |          |          |          |          |          |          | 16    | 2    |
| 1990  | Motor Racing Developments | Brabham BT59   | Judd CV 3,5 V8           | P |          |          | САН Сход | МОН Сход | КАН 7    | МЕК 11   | ФРА 13   | ВЕЛ 9    | ГЕР Сход | ВЕН Сход | БЕЛ 17   | ИТА Сход | ПОР Сход | ИСП Сход | ЯПО Сход | АВС 12   | 16    | 2    |
| 1991  | Braun Tyrrell Honda       | Tyrrell 020    | Honda RA101E 3,5 V10     | P | США 4    | БРА Сход | САН Сход | МОН Сход | КАН 2    | МЕК 11   | ФРА Сход | ВЕЛ 7    | ГЕР 13   | ВЕН 12   | БЕЛ Сход | ИТА Сход | ПОР Сход | ИСП 16   | ЯПО 6    | АВС 10   | 8     | 10   |
| 1992  | Sasol Jordan Yamaha       | Jordan 192     | Yamaha OX99 3,5 V12      | G | ЮАР НКВ  | МЕК Сход | БРА Сход | ИСП НКВ  | САН Сход | МОН Сход | КАН Сход | ФРА Сход | ВЕЛ Сход | ГЕР НКВ  | ВЕН Сход | БЕЛ 15   | ИТА НКВ  | ПОР 13   | ЯПО 7    | АВС 6    | 19    | 1    |